# Disporum calcaratum
Disporum calcaratum är en växtart i släktet Disporum och familjen tidlöseväxter. Arten beskrevs av David Don 1839. Den förekommer i Asien, från Nepal till mellersta Indien, norra Indokina och södra Yunnanprovinsen i Kina.